# Мила Мршевић
Мила Мршевић (Београд, 24. април 1945) редовни је професор Математичког факултета у Београду у пензији.

## Биографија
Рођена је 1945. године у Београду. Учествовала је на такмичењима младих математичара и освојила прве награде 1960. и 1961. године на републичком, а 1963. године на савезном такмичењу. На V Међународној математичкој олимпијади у Вроцлаву освојила је 3. награду. На групу за математику Природно-математичког факултета у Београду уписала се 1963. и дипломирала јуна 1967. године као најбољи дипломирани студент ПМФ-а у школској 1966/1967. години. Магистарски рад Простор петљи подмногострукости одбранила је 1970. године пред комисијом: професор Ђуро Курепа и професор Милосав Марјановић, а докторску дисертацију Локална компактност и конексност у битополошким просторима јуна 1979. У комисији су били: проф. Душан Аднађевић, ментор, проф. Ђ. Курепа и проф. Б. Мирковић. Школске 1969/1970. године била је на усавршавању на Катедри за диференцијалну геометрију Московског државног универзитета код проф. С. П. Новикова, а 1981/1982. године на усавршавању на Универзитету у Окланду (Нови Зеланд), као постдокторски стипендиста универзитета. Године 1987. боравила је два месеца по позиву на Факултету за техничку математику и информатику Техничког универзитета у Делфту (Холандија) и била на студијском боравку у САД на Универзитету Калифорније у Дејвису. Школску 1990/1991. годину провела је по позиву на Универзитету у Окланду као гостујући професор.
За асистента на Катедри математике на ПМФ-у у Београду изабрана је 1969. године. Септембра 1980. изабрана је за доцента за предмете Анализа I и Анализа I у Институту за математику, тадашњи ООУР за математику, механику и астрономију ПМФ у Београду. Јуна 1987. изабрана је за ванредног професора за предмете Анализа I и Специјални курс из топологије у Институту за математику. Године 1997. и 2002. поново је изабрана у звање ванредног професора за предмете Анализа I и Топологија.

## Научни радови
Објавила је 33 научна рада у часописима у земљи и иностранству. Аутор је следећих збирки задатака:
- Збирка решених задатака из топологије, Научна књига, Београд, 1977, 109 стр.;
- Збирка решених задатака из топологије, II прерађено издање, Научна књига, Београд, 1982, 192 стр.;
- Збирка решених задатака из Математичке анализе I (са Ђорђем Дугошијом), Грађевинска књига, Београд, 1978, 152 стр., II издање: Грађевинска књига, Београд, 1994;
- Збирка задатака за XIX Интернационалну математичку олимпијаду (са групом аутора), Друштво МФА Србије, Београд, 1979, 73 стр.

Са научним саопштењима учествовала је на 33 домаћих и међународних конгреса, симпозијума и конференција. По позиву је држала предавања у Институту за математику, физику и механику Универзитета у Љубљани, на тополошком семинару ПМФ Универзитета у Загребу, на Техничком универзитету у Делфту, на Слободном универзитету у Амстердаму и на Универзитету Калифорније у Дејвису. Држала је предавања из предмета Анализа I, Анализа II, Топологија и Одабрана поглавља из опште топологије (изборни предмет), као и Математике I за студенте физичке хемије и Анализе I за студенте метеорологије. Била је руководилац једне докторске дисертације и два магистарска рада, као и члан комисије за преглед и оцену и одбрану више магистарских радова и докторских дисертација, од којих и једне са Универзитета у Мадрасу (Индија). Приказивала је радове за Mathematical Reviews и рецензирала је радове за следеће часописе: Математички весник, Indian Journal of Pure and Applied Mathematics, Гласник Математички, Publications de l'Institut Mathématique (Београд), Зборник радова Универзитета у Новом Саду, Facta Universitatis, Mathematica Balkanica, New Zealand Mathematical Chronicle, Proceedings of the American Mathematical Society. Члан је Редакционог одбора Математичког весника као и комисије за стручне испите. За време рада на факултету била је секретар у Институту за математику и члан неколико комисија у ООУР-у и на Природно-математичком факултету.